# Вікторія Зейнеп Гюнеш
Вікторія Зейнеп Гюнеш (раніше Вікторія Солнцева; нар. 19 червня 1998, Полтава) — турецька, раніше українська, плавчиня.
Здобула 2 золоті медалі жіночого чемпіонату у плаванні стилем брас — 200-метрівка брасом, та 100-метрівка брасом — рекорд України серед юніорів.
Завоювала срібло на IV чемпіонаті світу з плавання серед юніорів у Дубаї (ОАЕ); пропливла дистанцію 50 м брасом за 31.34 секунди, першою фінішувала рекордсменка світу та олімпійська чемпіонка литовка Рута Мейлутіте, третьою — британка Софія Тейлор.